# Slowakei in der frühen Neuzeit

## Bürgerkrieg (1526–1538)
Am 29. August 1526 erlitten die Truppen des Königreichs Ungarn eine vernichtende Niederlage von den Türken (dem Osmanischen Reich) bei Mohács, bei der auch der König Ludwig II. ums Leben kam. Einen Tag später flüchtete seine Frau Maria sowie der königliche Hof aus Buda/Ofen nach Pressburg (heute Bratislava). Die riesige eintägige Schlacht gilt in der Geschichte der Slowakei als die Grenze zwischen dem Mittelalter und der Neuzeit.
Im November 1526 hat eine Gruppe der Adeligen Johann Zápolya durch den slowakischen Bischof Štefan Podmanický aus Nitra/Neutra zum König krönen lassen. Johann Zapolya war der reichste Adlige des Königreichs, Herzog von Siebenbürgen, und er besaß riesige Besitztümer auch in der Slowakei. Im Dezember desselben Jahres hat allerdings eine andere Gruppe den Habsburger Ferdinand I., den Bruder von Maria, zum König gewählt und ein Jahr später vom selben Bischof krönen lassen. 1527–1538 folgte ein Bürgerkrieg, in dem die Anhänger der beiden Gegenkönige gegeneinander kämpften und der sich sehr oft in der Slowakei [v. a. südwestliche Slowakei, Bergbaustädte] abspielte. 1528 wurde dabei Johann Zapolya ein Vasall und Verbündeter der Osmanen. Nach dem Frieden von Oradea/Großwardein von 1538 blieb Zapolya die Ostslowakei, die Karpatoukraine und Siebenbürgen und Ferdinand die übrige Slowakei sowie die von den Türken noch nicht in der Zwischenzeit besetzten Gebiete des Königreichs Ungarn (d. h. West- und Mittelslowakei, Burgenland, Kroatien). Außerdem wurde vereinbart, dass die Habsburger die Gebiete von Zapolya nach dessen Tod erhalten werden.

## Zerfall des Königreichs Ungarn und Reformation (1540–1604)
Nach dem Tod von Zapolya im Jahre 1540 haben die Anhänger Zapolyas den Frieden von Oradea/Großwardein gebrochen und Johann Zapolyas Sohn Johann Sigismund statt Ferdinand I. zum König gewählt. 1541 eroberten die Türken Buda/Ofen und das Königreich Ungarn zerfiel bis zum Ende des 17. Jahrhunderts definitiv in drei Teile:
1. Das habsburgische „Königliche Ungarn“ (faktisch eine habsburgische Provinz): die heutige Slowakei (bis auf türkische Gebiete in der südlichsten Mittelslowakei) + ein kleiner Teil des nordöstlichen heutigen Ungarns sowie Burgenland und West-Kroatien. Es waren alles Gebiete die fast ausschließlich von Nicht-Magyaren (Deutschen und Slawen) bewohnt wurden.
2. Siebenbürgen im heutigen West-Rumänien (in der Folge zeitweise bis zur Ostslowakei ausgeweitet), das ein türkischer Vasall und später die Ausgangsbasis für die anti-habsburgischen Aufstände (siehe weiter) in der Slowakei war
3. Die türkische Provinz im heutigen Ungarn, die ein direkter Bestandteil des Osmanischen Reiches war.

1543 eroberten die Türken auch Esztergom/Gran, wodurch die türkische Grenze zum ersten Mal die heutige Slowakei erreichte. Esztergom/Gran wurde zur Ausgangsbasis für türkische Feldzüge in die angrenzende habsburgische Slowakei. Ein türkischer Feldzug von 1552 leitete im Prinzip einen langen türkisch-habsburgischen Krieg ein, der mit Unterbrechungen bis 1568 (Frieden von Edirne) dauerte. Hierbei eroberten die Türken 1552–1554 auch weitere Gebiete in der südlichen Mittelslowakei – die Gebiete um die Städte Šahy, Ďarmoty, Szécsény, Fiľakovo und Šalgovo. Von Fiľakovo aus plünderten die Türken zudem oft in den slowakischen Bergbaustädten sowie in der Zips. Im Prinzip aber änderten sich die türkisch-habsburgischen Grenzen in der Slowakei ständig. In den türkisch-habsburgischen Grenzgebieten mussten die Bewohner (auch noch im 17. Jahrhundert) die Drangsal und die Plünderungen beider Seiten ertragen.
1568 bis 1592 folgte eine verhältnismäßig ruhige Periode. In den 1570er Jahren wurde die heutige Stadt Nové Zámky/Neuhäusel als eine völlig neue Grenzfestung gebaut.
Obwohl die Slowakei formal Bestandteil von Ungarn blieb, gingen am Anfang des 16. Jahrhunderts mit der türkischen Eroberung des heutigen Ungarns mehr als 400 Jahre magyarisch geprägter Politik zu Ende und es setzte sich vom Haus Habsburg bestimmte Politik durch. So hatte beispielsweise 1531–1848 in Pressburg die von Kaiser Ferdinand gegründete Ungarische Kammer, die oberste Wirtschafts- und Verwaltungsbehörde, ihren Sitz. Parallel zur Besetzung des heutigen Ungarns durch die Türken wurden auch sämtliche Institutionen des Königreichs in die Slowakei umgesiedelt. Bereits im August 1526 flüchtete der königliche Hof nach Pressburg. 1529 flüchteten auch die ungarischen Zentralbehörden nach Pressburg. 1536 wurde Pressburg schließlich vom ungarischen Landtag zur Haupt- und Krönungsstadt Ungarns erklärt. Die Zentralbehörden blieben in Pressburg bis 1784, Krönungen ungarischer Könige fanden hier von 1563 bis 1830 statt und die Sitzungen des ungarischen Landtags wurden hier von 1542 bis 1848 abgehalten. Der ungarische Landtag wurde allerdings einige Male auch in anderen slowakischen Städten abgehalten (z. B. 1543 in Banská Bystrica/Neusohl). 1541–1820 war zudem Trnava/Tyrnau Sitz des Erzbistums von Esztergom/Gran, das 1543 von den Türken erobert wurde, und wurde so zum Zentrum der Kirche und der Gegenreformation im Königlichen Ungarn.
Die türkische Eroberung des heutigen Ungarns führte auch zu einer Änderung der ethnischen Struktur der Slowakei.
1547 wurde das Königliche Ungarn vor allem für militärische Zwecke in zwei Grenzoberhauptmannschaften (Grenzgeneralate; slowakisch kapitanáty) aufgeteilt. Das eine war die Slowakei, das andere die restlichen Gebiete. Von 1563 bis 1686 war dann das Gebiet der Slowakei in 2 Grenzoberhauptmannschaften geteilt – „Zisdanubien und Bergbaustädte“ in der West- und Mittelslowakei und „Oberungarn“ in der Ostslowakei sowie in kleinen Teilen des nordöstlichen heutigen Ungarns und der Karpatoukraine. Bis etwa zum Ende des 17. Jahrhunderts bezeichnete dann der Begriff Oberungarn die Ostslowakei und die angrenzenden Gebiete, und Niederungarn die restliche Slowakei und das restliche Königliche Ungarn.
Bereits 1521 in der Slowakei aufgetaucht, konnte sich die Reformation in den kriegerischen Jahren um die Mitte des 16. Jahrhunderts in der Slowakei schnell ausbreiten. Nachdem der Landtag zu Pressburg 1548 strenge Vorschriften vor allem gegen die radikal-reformatorische Täuferbewegung (in der Slowakei in Form der Hutterer bzw. Habaner) und Calvinisten verabschiedet hatte, wurden in der Slowakei nach dem Vorbild der Confessio Augustana drei Bekenntnisschriften (gemäßigte protestantische „Religionen“) aufgestellt, um Vorwürfe der Ketzerei zu verhindern: 1549 verfasste Leonhard Stöckel aus Bardejov/Bartfeld die Confessio Pentapolitana für die Städte der Pentapolitana, 1559 folgte die Confessio Heptapolitana (oder Montana) für die Städte der Heptapolitana und 1569 die Confessio Scepusiana der Zipser Städte. Am Ende des 16. Jahrhunderts waren die slowakischen und deutschen Protestanten meistens Anhänger der Augsburger Konfession von Martin Luther, während die Magyaren unter dem Einfluss von Matthias Dévay weitgehend Calvinisten wurden. 1562 wurden die ersten Jesuiten, die Vorboten der Gegenreformation, vom Erzbischof Mikuláš Oláh in die Slowakei eingeladen. Das 1581 in Bardejov/Bartfeld erschienene Buch Luthers Katechismus war das erste gedruckte Buch in slowakischer Sprache.

## 15-jähriger Krieg (1593–1606) und Aufstand von Stephan Bocskay (1604–1606)
Nach einer Wirtschaftskrise im Osmanischen Reich brach 1593 ein weiterer Krieg gegen die Türken (1593–1606) aus. Er wird als der 15-jährige oder als der Lange Krieg bezeichnet. In seiner letzten Phase deckte er sich mit dem antihabsburgischen Aufstand von Stephan Bocskay (1604–1606). Bezüglich des Gebiets der Slowakei gab es neben Grenzverschiebungen vor allem Verwüstungen seitens der Türken im Jahre 1599 in weiten Gebieten der West – und Mittelslowakei, wobei sie auch Tausende von Menschen entführten.

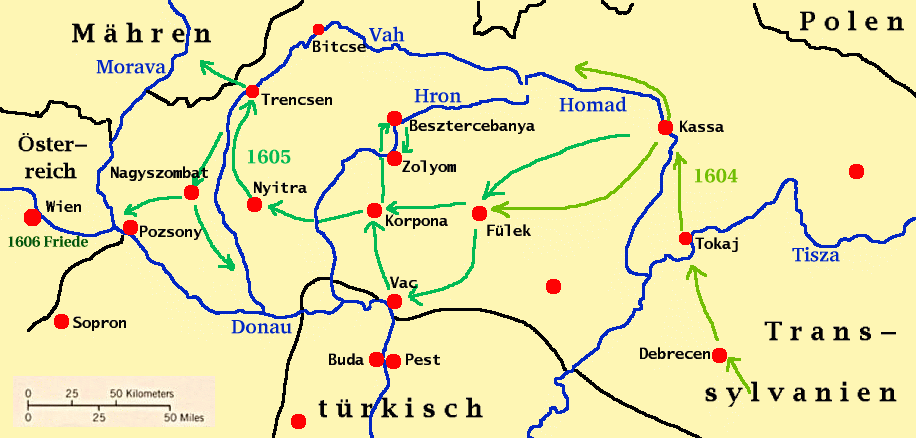
Bocskay-Aufstand (1604–1606)

1604 brach allerdings in der Slowakei der antihabsburgische Aufstand von Stephan Bocskay aus, der den Türken half, Gebiete, die sie bisher im 15-jährigen Krieg verloren hatten, zurückzugewinnen (z. B. 1604 Pest, 1605 Esztergom/Gran). Der Aufstand von Stephan Bocskay (1604–1606) war der erste aus einer Serie von antihabsburgischen Aufständen, die sich im folgenden Jahrhundert (bis auf den letzten) fast ausschließlich in der Slowakei abspielten (1604–1711). Gemeinsame Charakteristika der Aufstände waren, dass sie gegen die Habsburger, gegen die Gegenreformation und gegen Wiener Zentralismus gerichtet waren, und dass sie in der Regel von den Osmanen (Türken) unterstützt wurden. Jeder von ihnen hatte aber darüber hinaus auch ganz spezifische Ursachen. 1604 eroberte Bocskay nach einigen Kämpfen im Herbst die Ostslowakei, bis Oktober 1605 eroberte er, von den Türken und slowakischen Adeligen unterstützt, die gesamte Slowakei, bis auf Pressburg. Im Sommer 1605 versuchte er sogar nach Mähren und Österreich vorzudringen.
1606 wurde der 15-jährige Krieg und der Aufstand durch einen bei Hurbanovo unterzeichneten Frieden beendet (Friedensverlängerungen erfolgten 1615, 1618, 1625, 1627, 1650), der u. a. Ungarn Religionsfreiheit gab. Während der anschließenden Friedensperiode wurde entsprechend 1607 in Pressburg das Evangelische Lyzeum gegründet, das später in der Geschichte der Slowaken eine wichtige Rolle spielte, und 1609 wurde der Slowake Juraj Turzo (Georg Thurzo), ein großer Förderer der Protestanten und der Slowaken, zum Palatin gewählt. Die 1606 neu gewonnene Religionsfreiheit war aber schnell wieder zu Ende, da sich die Gegenreformation erfolgreich durchsetzte. Bereits 1611 verabschiedete die vom slowakischen Erzbischof František Forgáč veranstaltete katholische Synode von Trnava/Tyrnau Maßnahmen für eine intensive Gegenreformation. 1616 wurde ein Ungar, der Jesuit Peter Pázmaň (Pazmány), der später 1623 das Pasmaneum in Wien gründete, zum Erzbischof von Trnava ernannt. Seine Ernennung bedeutete das definitive Ende der Reformation in der Slowakei. So wurden zum Beispiel auch die Bruderhöfe der täuferischen Hutterer zerschlagen. Seit dem 19. Jahrhundert ist die Slowakei wieder ein überwiegend katholisches Land.

## Aufstände von Gabriel Bethlen (1619–1626) und Georg I. Rákóczi (1644–1645), erster Türkenkrieg (1663–1664)
Gabriel Bethlen, seit 1615 der Fürst von Siebenbürgen, nutzte die Beschäftigung der Habsburger mit dem antihabsburgischen Aufstand in Tschechien (1618–1620) aus und griff das habsburgische Gebiet (d. h. die heutige Slowakei) 1619 massiv an. Bethlens erster Feldzug in die Slowakei fand 1619 bis 1621 statt. Seine von Georg I. Rákóczi geleiteten Truppen beherrschten im Oktober 1619 die gesamte heutige Slowakei einschließlich Pressburg. In Pressburg wurde ihm sogar vom Palatin die ungarische Krone überreicht. Zusammen mit böhmischen und mährischen Truppen ist es ihm dann aber nicht gelungen, auch Wien zu erobern. An den von Bethlen einberufenen Landtagen wurde u. a. eine allgemeine Religionsfreiheit erklärt (1619, Pressburg), Bethlen zum „Fürsten“ von Ungarn (1620, Bratislava) und zum König gewählt – wobei er allerdings eine Krönung ablehnte – (1620, Banská Bystrica/Neusohl). Nach der Niederlage der Tschechen am Weißen Berg wurden die Habsburger 1621 auch im Kampf gegen Bethlen erfolgreich (z. B. Eroberung von Bratislava und Nitra in Mai). Im Dezember 1621 verzichtete Bethlen schließlich im Frieden von Mikulov/Nikolsburg auf die eroberten Gebiete und auf den Königstitel und er (und damit auch Siebenbürgen) erhielt bis zu seinem Tod zwei Fürstentümer in Schlesien sowie sieben ostslowakische Komitate. Außerdem wurde die Religionsfreiheit bestätigt.
Bethlens zweiter Feldzug in die Slowakei und nach Mähren von 1623 bis 1624 endete mit dem Wiener Frieden von Mai 1624 durch den mehr oder weniger der Frieden von Mikulov/Nikolsburg erneuert wurde. 1626 fand schließlich Bethlens dritter Feldzug in die Slowakei statt – diesmal mit dem Ziel, sich den Koalitionstruppen (England, Niederlande, Dänemark, Deutschland, Frankreich) des Dreißigjährigen Krieges unter dem Grafen Ernst von Mansfeld (1580–1626), einem der bekanntesten Söldnergenerale seiner Zeit, in Schlesien anzuschließen. In Szécsény schlossen sich Bethlen türkische Truppen an. Der Feldzug scheiterte jedoch und die Truppen von Bethlen und von den Habsburgern stießen im Oktober am Fluss Ipeľ/Eipel aneinander. Im Dezember unterschrieben folglich Bethlen und die Habsburger den (dritten) Frieden von Pressburg, der mehr oder weniger die vorigen zwei Frieden dieses Aufstands bestätigte.
1631–1632 folgte der Bauernaufstand von Peter Császár im heutigen nordöstlichen Ungarn und in der Ostslowakei, der durch Plünderungen habsburgischer Söldner nach dem Ende der Kämpfe gegen Bethlen hervorgerufen wurde. Nach der Hinrichtung Császárs in Košice/Kaschau im März 1632 entstand eine Massenrebellion gegen den Adel, die aber 1632 von den Truppen von Georg Rákóczi für die Habsburger niedergeschlagen wurde.
1635 wurde die Universität von Trnava/Tyrnau gegründet. Sie war anfangs ein Zentrum der Gegenreformation, im 18. Jahrhundert dann ein Zentrum der slowakischen Nationalbewegung. Zusammen mit der 1657 gegründeten Universität von Košice/Kaschau war sie die einzige Universität der Slowakei und des ganzen Königlichen Ungarns im 17. Jahrhundert.
Nachdem Georg Rákóczi, seit 1630 der Fürst von Siebenbürgen, 1643 die Zustimmung der Türken zu einem Angriff in den habsburgischen Gebieten erhielt, begann der antihabsburgische Aufstand von Georg I. Rákóczi (1644–1645). Bis März 1644 eroberte er die gesamte Slowakei mit dem Ziel, sich im Rahmen des Dreißigjährigen Krieges den schwedischen Truppen in Mähren anzuschließen. Im April wurde er jedoch von habsburgischen Truppen bei Hlohovec aufgehalten. Nach zahlreichen weiteren Kämpfen in der Slowakei und in Südmähren wurde im August 1645 der Frieden von Linz zwischen Kaiser Ferdinand II. und Georg Rákóczi geschlossen, laut dem Rákóczi (und damit auch Siebenbürgen) 7 Komitate in der Slowakei und im heutigen Nordostungarn bis zu seinem Tod (zwei auch für die Zeit danach) erhielt.
Im Türkenkrieg 1663/1664 war die südliche Slowakei ein zentraler Kriegsschauplatz, der durch Gewalt und Verschleppung zehntausende Opfer forderte. Die Türken beschlossen 1663 die wichtige Festung Nové Zámky/Neuhäusel anzugreifen, weil Wien zu gut verteidigt wurde. Die habsburgischen Truppen wurden in die heutige Westslowakei verschoben. Im September hat nach einer 39-tägigen Belagerung Nové Zámky kapituliert, die Türken erklärten es zum Zentrum einer neuen türkischen Provinz (Sandschak) in der südlichen Slowakei. Osmanisch-tatarische Streiftrupps plünderten auch weite Teile der Westslowakei, Mährens und Schlesiens. Nach Nachrichten über die türkische Eroberung der heutigen Südslowakei wurde ganz Europa von Panik erfasst. Kaiser Leopold I. erhielt Unterstützung von den Ständen seiner Erblande sowie den Reichsständen, von Spanien, dem Papst und italienischen Fürsten. Auch Frankreich stellte im Rahmen des Rheinbundes Truppen. In der heutigen Slowakei haben die habsburgischen Truppen unter Louis de Souches im Mai Nitra/Neutra zurückgewonnen und im Juli die Türken in der Schlacht von Levice massakriert. Anschließend wurde im August der 20-jährige Frieden von Vasvár/Eisenburg unterzeichnet, dem zufolge unter anderem die Türken ihre Eroberungen nach 1660 (einschl. Nové Zámky) behalten durften und den Habsburgern nur der Bau einer neuen Festung an der Waag (heutiges Leopoldov/Leopoldau 1665) erlaubt wurde.

## Verschwörung Wesselenyis (1664–1671), erster Kuruzzenfeldzug (1672) und Kuruzzen-Partisanenkrieg (1672–1678)
Der nachteilige „Schandfrieden von Eisenburg“ löste Empörung im ganzen Land aus und war einer der Motive für die Magnatenverschwörung Wesselényis (1664/1666–1670/1671). Es handelte sich um eine Verschwörung von Magnaten aus dem habsburgischen Ungarn, die anfangs die Loslösung des Landes vom habsburgischen Einfluss zum Ziel hatte. In der Slowakei waren vor allem die ostslowakischen Magnaten Franz I. Rákóczi und Stephan II. Thököly beteiligt. Erst 1670, nachdem genug Beweise gesammelt wurden, schickten die Habsburger Truppen in die Slowakei und nach Kroatien. Im Juli haben habsburgische Truppen die Ostslowakei erobert und im Dezember 1670 die Orava/Arwa-Burg von Stephan Thököly in der Nordslowakei. Thököly starb dabei, aber seinem später berühmt gewordenen Sohn Emmerich Thököly ist die Flucht nach Siebenbürgen gelungen. Die Niederschlagung des Verschwörung Wesselenyis hatte verheerende Folgen. Ein Sondergericht in Pressburg lud 1671 über 200 verdächtige Adlige (einschließlich protestantischer Kleriker) vor. Viele flohen massenweise nach Siebenbürgen und ihre Besitztümer wurden von den Habsburgern beschlagnahmt (Familien Nádasdy, Zrinski, Thököly, Wesselenyi u. a.).
Im Religionsbereich war in Prešov/Eperies die erste höhere protestantische (Evangelische) Schule im habsburgischen Ungarn tätig. 1671 bis 1681 kulminierte die Rekatholisierung (d. h. gewaltsame Gegenreformation). Es wurden oft habsburgische Truppen eingesetzt, um den Protestanten ihre Kirchen gewaltsam zu entreißen, was diverse Unruhen hervorrief.
Im Jahre 1672 (Frühling-November) folgte folglich der erste Feldzug der Kuruzen. Die Kuruzen waren Gruppen bewaffneter antihabsburgischer Kämpfer im nördlichen habsburgischen Ungarn (d. h. vor allem in der Slowakei). 1672 eroberten sie die Ost- und Nordslowakei. Die Folgen der Niederschlagung dieses ersten Kuruzen-Feldzugs waren wieder verheerend. 1672 bis 1678 folgte dann eine Art Partisanenkrieg in der Slowakei. Die Anzahl der Kuruzen nahm dabei ständig zu und die Ostslowakei wurde weitgehend verwüstet. Sie wurden von Siebenbürgen sowie seit 1677 von Frankreich (wegen Krieg Frankreichs gegen Wien seit 1673) unterstützt. Eine andere Folge war die Einführung einer Art habsburgischen Diktatur im Königreich Ungarn (1673; es wurde u. a. der Landtag aufgehoben) und eine neue Welle der Verfolgung von Protestanten zur Folge. 1673 bis 1674 fand am Sondergericht von Pressburg unter der Führung des Slowaken Juraj Selepčéni Pohronec (György Szelepcsény) und des Bischofs Leopold Karl Graf von Kollonich das größte Verfahren gegen die Protestanten statt. 278 Protestanten mussten danach mit ihren Familien auswandern, 30 bekamen lebenslänglich und 62 wurden nach Italien geschickt, um sie dort als Galeerensklaven zu verkaufen.

## Aufstand von Emmerich Thököly (1678–1687/1688) und zweiter Türkenkrieg (1683–1699)
1678 wandelte sich der Partisanenkrieg der Kuruzen in einen neuen Aufstand um. Der von Frankreich, Polen, Siebenbürgen und (anfangs nur indirekt auch) den Türken unterstützte Feldzug in die Slowakei begann in der Stadt Mukatschewo 1678. Der Anführer der Kuruzen war damals Emmerich Thököly, der in Kežmarok/Kesmark geborene Sohn eines slowakischen Magnaten. Er wurde im 18. Jahrhundert pejorativ auch als „tót király“, d. h. slowakischer König, bezeichnet. Die Kuruzzen haben die Ost- und Mittelslowakei erobert, wobei aber die habsburgischen Truppen u. a. die mittelslowakischen Bergbaustädte zurückeroberten. 1680 haben die Kuruzen die gesamte Slowakei (mit Ausnahme gut befestigter Städte wie Pressburg) und einen Teil Mährens erobert. Die ständigen Kämpfe gingen aber weiter. Thökölys Erfolge sowie ein bevorstehender Krieg gegen die Türken zwangen Kaiser Leopold I. die habsburgische Diktatur von 1673 im Königlichen Ungarn wieder aufzuheben und den Landtag einzuberufen. 1682 haben türkische Truppen Košice/Kaschau, das Zentrum Oberungarns (d. h. der Ostslowakei), erobert, und im September hat in der Burg von Fiľakovo der türkische Gouverneur von Buda/Ofen Thököly zum König Oberungarns (Ostslowakei) gekrönt, das ähnlich wie Siebenbürgen zum Vasallengebiet der Türken erklärt wurde. Daraufhin haben viele Städte in der Slowakei kapituliert, so dass nach einem Waffenstillstandsabkommen mit den Habsburgern von November 1682 Thökölys Fürstentum (Königreich) im Westen bis zum Fluss Hron/Gran (mit Ausnahme der Bergbaustädte) reichte.
1683 begann parallel zum Aufstand Thökölys der schon länger erwartete große Türkenkrieg (1683–1699). Die 250.000 Mann starke türkische Armee unter der Führung von Kara Mustafa beinhaltete unter anderem auch einige von Thökölys Kuruzen und wurde von Frankreich unterstützt. Habsburgische Truppen mussten aus dem Großteil der Slowakei zurückgezogen werden, wodurch auch noch das Gebiet bis zur Waag in die Hände der Kuruzen fiel. Am 14. Juli erreichten die Türken Wien und es folgte eine zweimonatige Blockade der Stadt. In der Zwischenzeit hat Thököly mit türkischer Unterstützung auch die restliche Slowakei erobert. Karl von Lothringen gelang es aber zumindest die Burg von Pressburg erfolgreich zu verteidigen und für ein Paar Tage auch die Westslowakei vorübergehend zurückzuerobern. Nach der Niederlage der Türken vor Wien am 12. September 1683 endete langsam nicht nur die Oberhoheit der Türken in Mitteleuropa, sondern auch Thökölys Aufstand. Im November 1683 haben die habsburgischen Truppen weite Teile der West- und Mittelslowakei von den Kuruzen erobert. Im August 1685 eroberte Aeneas Caprara das immer noch von den Türken besetzte Nové Zámky/Neuhäusel, wodurch auch die letzte türkische Provinz in der Slowakei fiel. Von da an gelang es den habsburgischen Truppen sehr schnell weitere Gebiete der Slowakei von den Kuruzzen und Türken zu befreien. Nach der Eroberung von Prešov/Eperies durch die Habsburger und der Verhaftung Thökölys durch die Türken (weil man ihn als den Verursacher des Türkenkriegs erachtete) im Herbst 1685 haben die Kuruzen von Košice/Kaschau im Oktober kapituliert und die ganze anti-habsburgische Kuruzen-Bewegung begann sich aufzulösen.
1686 wurde im Zuge des Türkenkriegs nach 145 Jahren türkischer Besatzung Buda/Ofen zurückerobert (Pressburg blieb aber die Hauptstadt Ungarns bis 1784/1848) und Siebenbürgen unterstellte sich wieder der habsburgischen Oberhoheit (definitiv 1691). Nachdem auch noch im August 1687 die Türken bei Mohács total geschlagen wurden, war im Wesentlichen die rund 170-jährige Dreiteilung Ungarns und türkische Besatzung des heutigen Ungarns zu Ende.
Die Rache von Kaiser Leopold I. von Habsburg für den Aufstand Thökölys ließ nicht lange auf sich warten: es folgten u. a. das Eperieser Blutgericht (1687, siehe auch Prešov) und die Erklärung der ungarischen Krone für erblich für die männlichen Habsburger. Die Zugeständnisse an die Protestanten von 1681 wurden aber bestätigt.
1690 begann die erste der Wellen der Nachbesiedelung der durch die türkische Herrschaft entvölkerten Gebiete des Königreichs Ungarn südlich der Slowakei, die die Slowaken als „Dolná Zem“ (das Untere Land) bezeichnen. Weitere Wellen folgten 1711 und 1745 aber auch später. Im Zuge dieser Kolonisierung gelangten (unter anderem) Tausende Slowaken in den Süden vor allem ins heutige Ungarn (seit 1690 [neben älteren Siedlungen]), Serbien (seit 1745) und Rumänien (seit 1748).

## Aufstand von Franz II. Rákóczi (1703–1711)
Der auch als der Kuruzenkrieg bekannte letzte antihabsburgische Aufstand, der von Franz II. Rákóczi (1703–1711), begann 1703, als Rákóczi zum Anführer eines (fehlgeschlagenen) Kuruzenaufstands in der traditionell calvinistischen West-Karpatoukraine (Teil des Königreichs Ungarn) wurde. Zur gleichen Zeit (Sommer 1703) entstanden auch die ersten (neuen) Kuruzentruppen in der Ostslowakei. Da die habsburgischen Truppen auch mit dem Spanischen Erbfolgekrieg beschäftigt waren, hatten die Kuruzen Ende Dezember fast die gesamte Slowakei (anfangs außer der Städte Bratislava, Trenčín, Nitra, Košice, Prešov, Bardejov, Leopoldov, Nové Zámky und Komárno) unter Kontrolle und verwüsteten die Umgebung der zwei Hauptstädte Wien und Pressburg (heute Bratislava). Nach weiteren Kämpfen kontrollierten die inzwischen 100.000 Kuruzen im Sommer 1705 auch die Vororte von Pressburg und nördliches heutiges Ungarn. Im Herbst wurde Rákóczi von „seinem“ Landtag in Szécsény zum „Fürsten“ von Ungarn gewählt und es wurde Religionsfreiheit erklärt. In den Jahren 1706 und 1707 wurde in der Slowakei recht wenig gekämpft, dafür hatte Rákóczi aufgrund der schlechten Wirtschaftslage zahlreiche soziale Unruhen von Arbeitern und Adeligen zu bewältigen. So gab es 1706 Unruhen slowakischer Arbeiter und Bergleute und Proteste ethnisch slowakischer Komitate auf dem im Sommer 1707 von Rákóczi abgehaltenen Landtag von Ónod (bei Miskolc). Die entscheidende Wende kam 1708. Nachdem im Juli–August 1708 zwei habsburgische Armeen Rákóczis Truppen in der großen Schlacht bei Trentschin besiegt hatten, begann für Rákóczi eine Serie von Niederlagen. Bis Oktober 1708 sind die Habsburger bis in die mittelslowakischen Bergbaustädte vorgedrungen und im April 1711 fiel auch die letzte größere Siedlung, Košice/Kaschau, in die Hände der Habsburger. 80.000 Menschen starben infolge dieses Aufstands.
Rákóczi flüchtete nach Polen und Rákóczis Oberbefehlshaber Alexander Károlyi wurde von den Habsburgern zum Friede von Sathmar (1711) überredet, nach dem die traditionellen Freiheiten der Adeligen im Königreich Ungarn erneuert und die Habsburger als Könige Ungarns wieder anerkannt wurden. Dieser Frieden und die anschließenden Landtagssitzungen in Pressburg von 1712 und 1714 beendeten den letzten antihabsburgischen Aufstand und legten im Wesentlichen die Beziehungen zwischen den Habsburgern und den Adeligen des Königreichs Ungarn bis 1918 fest.